# W58
W58 — американська термоядерноа боєголовка, яка використовувалася на балістичній ракеті підводного човна Polaris A-3. Три боєголовки W58 були встановлені як кілька боєголовок на кожній ракеті Polaris A-3.
W58 була 400 мм в діаметрі та 1020 мм завдовжки і важила 117 кг. Потужність складала 200 кілотонн ТНТ (840 ТДж). Боєголовка використовувала первинну головку Kinglet, яку вона ділила з боєголовками W55 і W47.
Модель W58 надійшла на озброєння в 1964 році, а останні моделі були зняті з експлуатації в 1982 році з останніми ракетами Polaris.

## Історія
Програма W58 розпочалася в середині 1959 року, коли виникло занепокоєння, що оборонні можливості противника збільшуються завдяки покращеним можливостям виявлення. Було проведено дослідження цієї проблеми, і в серпні 1959 року було опубліковано звіт, у якому рекомендовано розробити систему касетної боєголовки для ракет. У листопаді 1959 року почалося подальше дослідження можливості створення касетної боєголовки для ракети Polaris, звіт про який було подано в січні 1960 року. У доповіді рекомендовано розробити ракету з трьома боєголовками, встановлену на системі викиду для розсіювання боєголовок. Боєголовки мають випущені на висоті приблизно на 61,000 м. Захисний обтічник захищав головні частини під час підводного пуску і раннього польоту ракети.
Спочатку розглядалися два повертаються тіла. Обидва були однаковими, злегка розширеними циліндрами, але один мав напівсферичний ніс з піролітичних графіту, а інший — еліптичний ніс або з піролітичного графіту, або з берилію. Обидві конструкції мали температуру внутрішньої стінки 1 500 °F (820 °C) з ізоляцією, що обмежує температуру боєголовки до 300 °F (149 °C). Зрештою була обрана напівсферична форма.
У липні 1960 року було вирішено, що буде забезпечуватися як повітряний, так і поверхневий підривник. Вибуховий розплав буде інерційним типом, що складається з таймера з корекцією на дальність, який запускається сповільнювачем. Підривник повітряного вибуху підійде для 95 % типів цілей, передбачених для Polaris, тоді як решта цілей перебуватиме на надто великій висоті для підривника повітряного вибуху і замість цього буде знищено за допомогою підривника поверхневого вибуху. Також була включена можливість вибору поверхневого вибуху для будь-якої цілі.

## Конструкція
Кінцева бойова частина складалася з магнієвого корпусу з алюмінієвою кришкою. Нейлоново-фенольний теплозахисний екран був прикріплений до магнієвого корпусу. Кришка бойової частини включала два порти для радіолокаційних антен виявлення цілей, баропорт для інформації про тиск і клапан для заповнення боєголовки сухим повітрям. Підривник був одноканальним. Теплова батарея і антени РЛС були встановлені на факельній секції БЧ. Детонація повітряного вибуху контролювалася таймером і бароперемикачем із трьома параметрами висоти, тоді як вибух на поверхні забезпечувався електронним випромінювальним пристроєм.
Пристрій для стрільби був двоканальним, а зброя використовувала зовнішній генератор нейтронів. Ядерна система була розроблена для виробництва не більше 1,8 кг виходу у разі детонації будь-чим, крім системи стрільби. Система безпеки включала контакти, що приводяться в дію прискоренням, які замикалися приблизно через 55 секунд після запуску, на висоті 20,000 метрів, який з'єднав електросистему БЧ з термобатареєю і програматором.